# کنترل خطی
کنترل خطی (به انگلیسی: Linear Control) یکی از مدل‌های کنترلی است که به‌طور گسترده‌ای در تحلیل مهندسی کنترل استفاده می‌گردد. کنترل خطی به عنوان پیش نیاز سایر دروس در مهندسی کنترل است.
پیش‌زمینه‌های مورد نیاز کنترل خطی، ریاضیات مقدماتی، جبر خطی و معادلات دیفرانسیل است. کنترل خطی شامل تحلیل سیستم‌ها در حوزه زمان و حوزه فرکانس می‌باشد. مباحث اصلی کنترل خطی عبارتنداز:
۱- جبر خطی.
۲- تبدیل لاپلاس.
۳- نمایش سیستم‌های خطی.
۴- بررسی پایداری سیستم‌های خطی از طریق ابزارهای: آرایه روث، جدول هرویتز، نمودار بود، نمودارهای معیار پایداری نایکوئیست، نمودار نیکولز و مکان هندسی ریشه‌ها.
۵- طراحی سیستم‌های کنترل پیش فاز، پس فاز و پیش پس فاز.
کنترل خطی به بررسی سیستم‌های خطی و تغییر ناپذیر با زمان و خطی سازی سیستم‌های غیر خطی تغییر ناپذیر با زمان می‌پردازد.
از مهم‌ترین مباحث نیز بررسی کنترل پذیری و رویت پذیری با توجه به پایداری سیستم است.

## پایداری سیستمهای کنترل خطی
جواب همگن متناظر با پاسخ گذرای سیستم به ریشه‌های معادله مشخصه بستگی دارد . اساساً طراحی سیستمهای کنترل خطی را می‌توان به عنوان مسئله مرتب کردن مکان قطبها و صفرهای تابع تبدیل حلقه بسته در نظر گرفت . به طوری که سیستم نظیر مطابق مشخصات معین عمل کند .
در میان صورتهای مختلف مشخصات عملکرد که در طراحی سیستمهای کنترل به کار می‌رود ، مهم‌ترین آن‌ها این است که سیستم باید پایدار باشد. تعریف پایداری در مورد سیستمهای مختلف خطی ، غیر خطی ، متغیر با زمان و نامتغیر با زمان فرق می‌کند .